# Ministerio de Hacienda y Crédito Público (Nicaragua)
El Ministerio de Hacienda y Crédito Público (MHCP) es el ministerio rector en el sector finanzas públicas en Nicaragua. El actual ministro es Bruno Gallardo.